# Karel Mašek
Karel Mašek (29. prosince 1867 Praha-Malá Strana – 12. září 1922 Praha-Hradčany) byl český básník, spisovatel, dramatik, novinář a překladatel. Psal fejetony do Národních listů, publikoval satirické básně a romány, tvořil a překládal divadelní hry, zejména pro děti. Byl známý jako jemný lyrik s humorem a vtipem, jeho dílo prostupuje melancholie. Používal i pseudonym Fa Presto.

## Život
Pracoval jako magistrátní rada pražského prezidia. Podílel se na sokolském životě — přispíval do spolkového zpravodaje, účastnil se tradičních šibřinek.
Kvůli chronické nemoci (tuberkulóza) odjel na jaře 1922 na ozdravný pobyt do letoviska Lido u Benátek. Jeho stav se ale po návratu dále zhoršoval. Zemřel ve svém hradčanském bytě v noci na 13. září 1922, na vrcholu tvůrčích sil. Pohřben byl ve Vlastibořicích u svých rodičů.

## Citát
| „                 | Karel Mašek byl z nejslušnějších a nejnoblesnějších lidí, s jakými se bylo lze setkati v našem českém životě. Jeho slušnost a noblesa zračily se záporně i v tom, jak dovedl některými lidmi pohrdat; nikoliv proto, že by mu byli zhatili jeho zájmy, ale že nesnesl jejich nízké nebo obojaké povahy. V tom dovedl být až nepříjemně strohý, mělť ve všem všudy rád povahu nad vše a to bylo vedle dobroty jeho srdce a nezdolné přátelské věrnosti k lidem, jež si oblíbil, jeho rysem nejkrásnějším. Jeho přátelství od mlada mne nejen těšilo, nýbrž i ctilo. | “ |
| — Jaroslav Kvapil | |   |

## Dílo
Mašek byl obratný stylista a jemný lyrik se smyslem pro humor. Měl sklon k báchorkovitosti. Celým jeho dílem prostupuje pocit melancholie.
Dlouhodobě spolupracoval s deníkem Národní listy jako fejetonista, za války i jako divadelní referent. Známý byl jeho cyklus fejetonů Tak pravil poustevník (např. Poustevník svět očichává z 2. března 1922). Na přelomu století působil jako redaktor Volných směrů, spoluzakládal satirický časopis Petrklíče a přispíval do reformních tiskovin (Radikální listy, týdeník Slovo).
K jeho dílům patří:
Poezie:
- Utíkej, Káčo! (1894), literární prvotina, v níž parodoval tvorbu známých českých básníků[4]
- Pierrotova loutna (1904)

Próza:
- Domky z karet (1896)
- Pohádky špatně končící : romantické improvisace (1897)
- Mlýn na samotě (1909)
- Břehy věčného jara (1917), melancholický román o lásce[8]
- Mír (1919), poetická kniha legend[4]
- Tři léta s "Mánesem" : k dějinnému vývoji výtvarného umění (1922), humorné vzpomínky na počátky spolku Mánes[8]

Divadelní hry:
- Hrůza : Drama ze života českých cyklistek (1897)
- Dceruška hostinského (1904), z malostranského prostředí[8]
- Betlém (1905)
- Indická princezna (1906) — opereta, hudbu složil Karel Bendl
- Otázka (1908) — libreto k opeře, skladatel: Ladislav Prokop
- Král (1909), tragédie namířená proti vulgárnosti davů[4]
- Malíř Rainer (1911) — libreto k opeře, skladatel: František Picka[11]
- Kašpárek hvězdářem (1912)
- Pohádkový zákon : pohádka na ruby o čtyřech dějstvích pro loutkové divadlo (1912)[12]
- Ženy, které potkáváme : pět výjevů ze života mladého muže (1913), nejlepší dramatická práce[8][13]
- Kašpárkova maminka (1919), loutková hra
- Pyrokles král Tyrský (1919), úprava Shakespearovy hry o Periklovi pro loutkové divadlo

Překlady:
- Hans Christian Andersen: Pohádky a povídky (1902–1905)